# Ramsey Mereside
Ramsey Mereside – wieś w Anglii, w hrabstwie Cambridgeshire, na granicy dystryktów Huntingdonshire i Fenland. Leży 36 km na północny zachód od miasta Cambridge i 109 km na północ od Londynu.